# Paul Aymé
Pour les articles homonymes, voir Aymé.
Paul Aymé est un joueur de tennis français de Paris, actif de la fin du 19e au début du 20e siècle.

## Carrière
Il a gagné quatre années de suite le Championnat de France de tennis masculin : en 1897 contre Archibald Warden (4-6, 6-4, 6-2), en 1898 contre Paul Lebreton (5-7, 6-1, 6-2), en 1899 contre le même joueur (9-7, 3-6, 6-3) et en 1900 contre André Prévost (6-3, 6-0).
Il a également été à trois reprises finaliste des Championnats de France en salle. Membre du Tennis club de Paris, il remporte en 1900 le championnat de France interclub en simple en battant André Prévost puis Charles Sands de la Société sportive de l'Île de Puteaux. Meilleur joueur du T.C.P., il détient le titre de champion du club de 1897 à 1899, il ne peut en revanche le défendre en 1900.
Il a fait partie de la première équipe de France de Coupe Davis en 1904 lors d'une rencontre face à la Belgique. Il perd ses deux simples contre Willy le Maire et Paul de Borman mais gagne son double avec Max Decugis.